# Ames-Raum

Skizze eines Ames-Raums

Ein Ames-Raum ist ein Raum, dessen Wände und Texturen verzerrt sind, um verschiedene optische Täuschungen hervorzurufen. Basierend auf Überlegungen von Hermann von Helmholtz wurde der Ames-Raum 1946 von dem US-amerikanischen Augenarzt und Psychologen Adelbert Ames (1880–1955) entwickelt.
Von einem bestimmten, vorgegebenen Blickpunkt aus wirkt ein Ames-Raum wie ein gewöhnliches Zimmer, bei dem die Wände zueinander sowie zu Boden und Decke rechtwinklig stehen. Tatsächlich ist der Raum jedoch trapezförmig verzerrt. Auch wenn dem Betrachter die ihm gegenüberliegende Wand parallel erscheint, ist eine der beiden Ecken weiter entfernt als die andere. Stellen sich nun zwei gleich große Personen in diese Ecken, erscheint die weiter entfernte kleiner als die andere. Bewegt man sich im Ames-Raum von der hinteren zur näher am Betrachter gelegenen Ecke, so hat dieser den Eindruck, man wachse, während man sich rechtwinklig zu seiner Augenachse bewege.
Dabei ist zu beachten, dass der Betrachter nur mit einem Auge durch das Guckloch sehen darf (monokulare Betrachtung). Beim einäugigen Sehen nutzt der Betrachter seine Erfahrung (bzgl. des Grundrisses von Räumen: rechtwinklig), um die Tiefeninformation aus dem optischen Umfeld zu erschließen.